# Sporrar (växter)
För fågelsläktet Linaria se Hämplingar.
Sporrar (Linaria) är ett släkte som idag ofta placeras i familjen grobladsväxter.

## Systematik och utbredning
Traditionellt har släktet placerats i familjen flenörtsväxter (Scrophulariaceae) men sentida studier placerar det istället i familjen grobladsväxter (Plantaginaceae).
I Europa har släktet omkring 100 arter. Flera arter odlas som prydnadsväxter i trädgårdar. Tre arter växer vilt i Sverige.

## Utseende
Alla arter i sporresläktet har färgrik, ofta prydligt färgtecknad blomkrona. Blommorna sitter antingen i axlik klase i stjälkens topp eller sticker upp enstaka från bladvinklarna. Kronan är tvåläppig och dess mynning är tillsluten av en buckla på den övre läppen. På detta sätt döljs och skyddas befruktningsdelarna. Man säger om sådana blommor att de är maskerade, försedda med ansiktsmask. Kronröret buktar på framsidan ut till en smal, nedåtriktad, säck eller "sporre". Nektarn, som produceras i en körtel vid fruktämnet, rinner ned i sporren. Eftersom blomman både har en tillsluten ingång som endast med viss ansträngning kan öppnas och ett djupt och trångt nektargömme, är det endast bin och humlor (de starkaste och klokaste bland potentiella pollinatörer) som besöker den. Många av arterna har tydliga markeringar där pollinatören ska söka efter nektarn, så kallade nektartecken.
En del Linaria-arter är håriga, andra släta. En del är örter medan andra är olika stora halvbuskar. 

## Bildgalleri

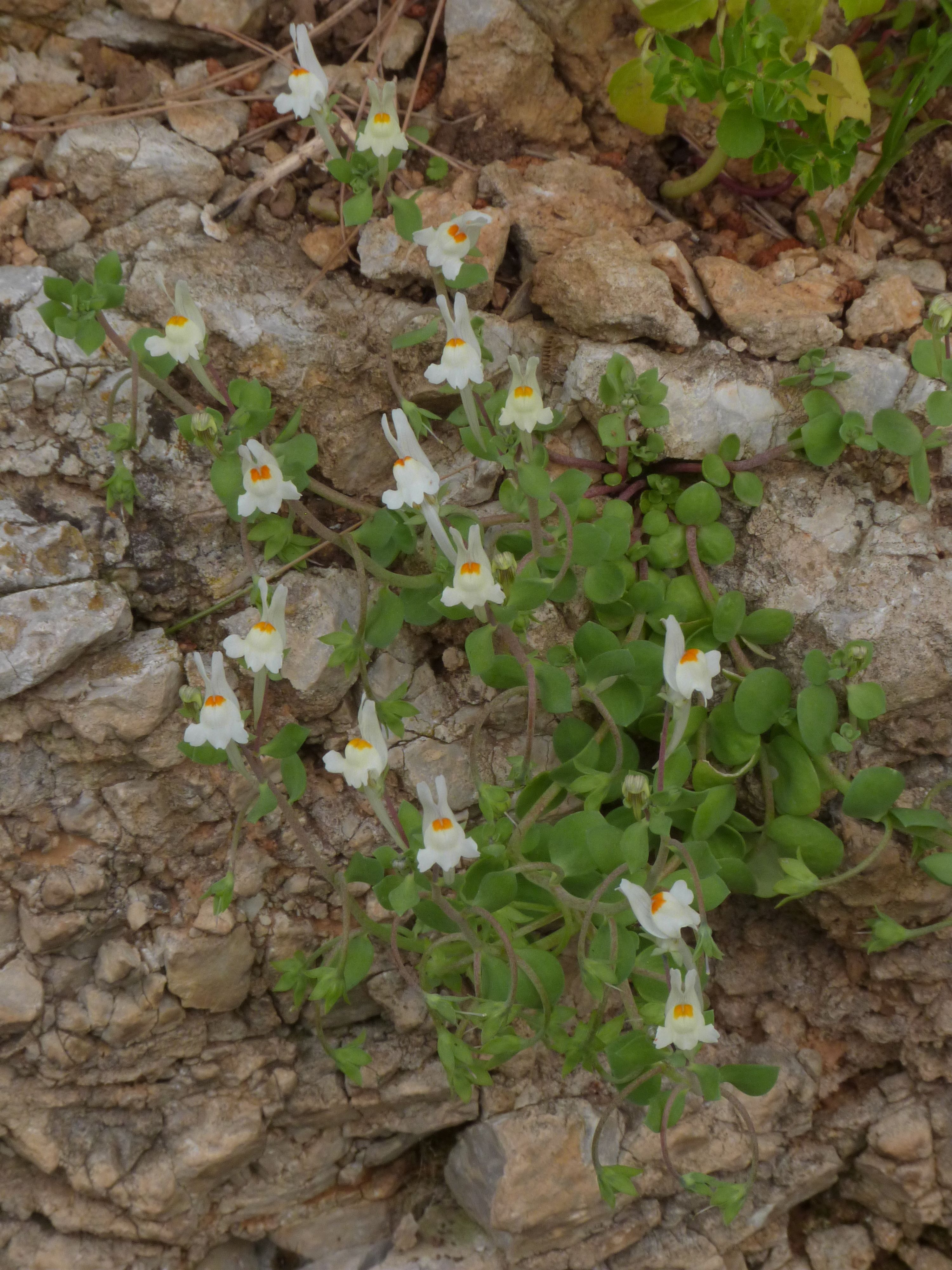
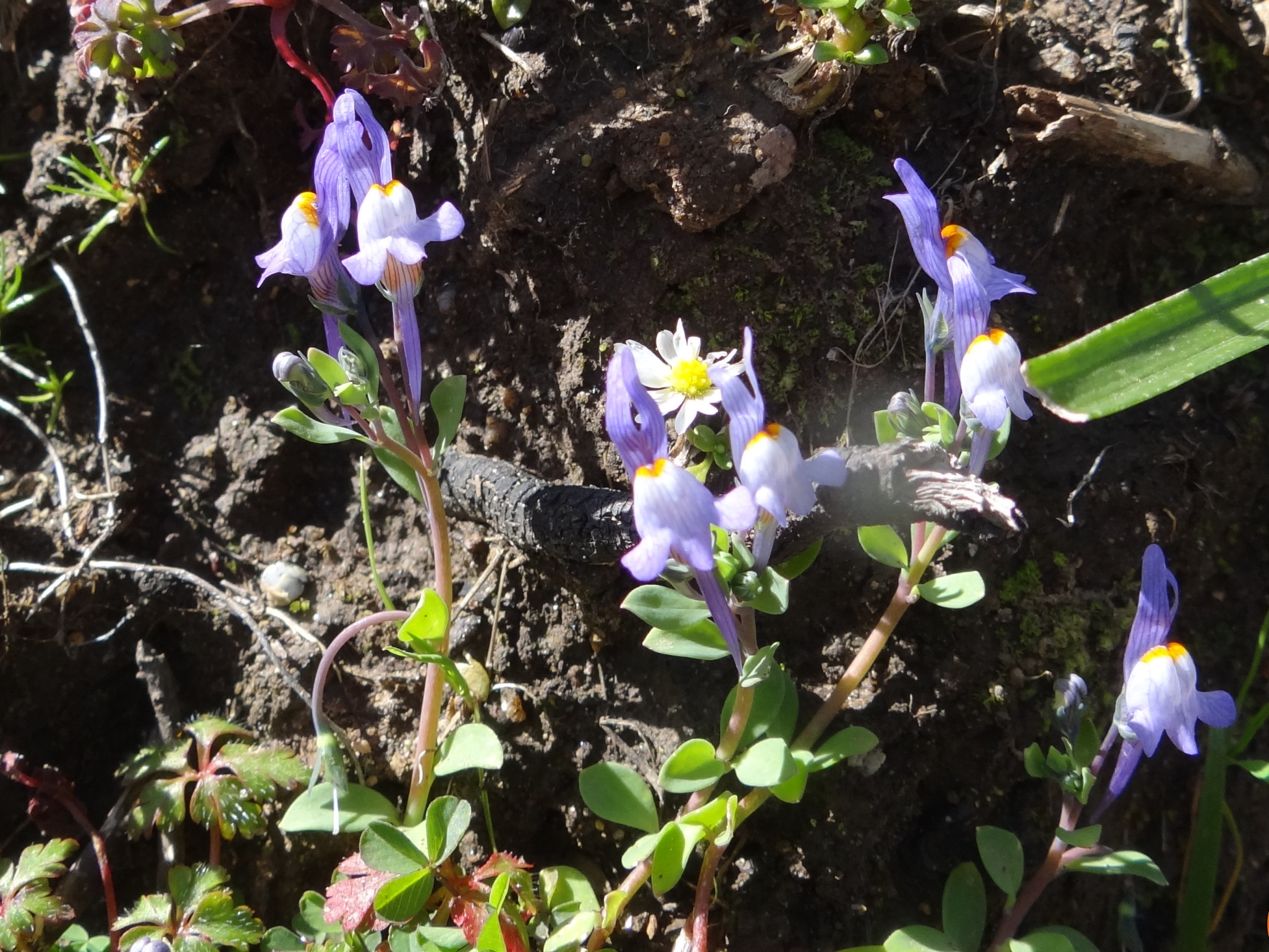
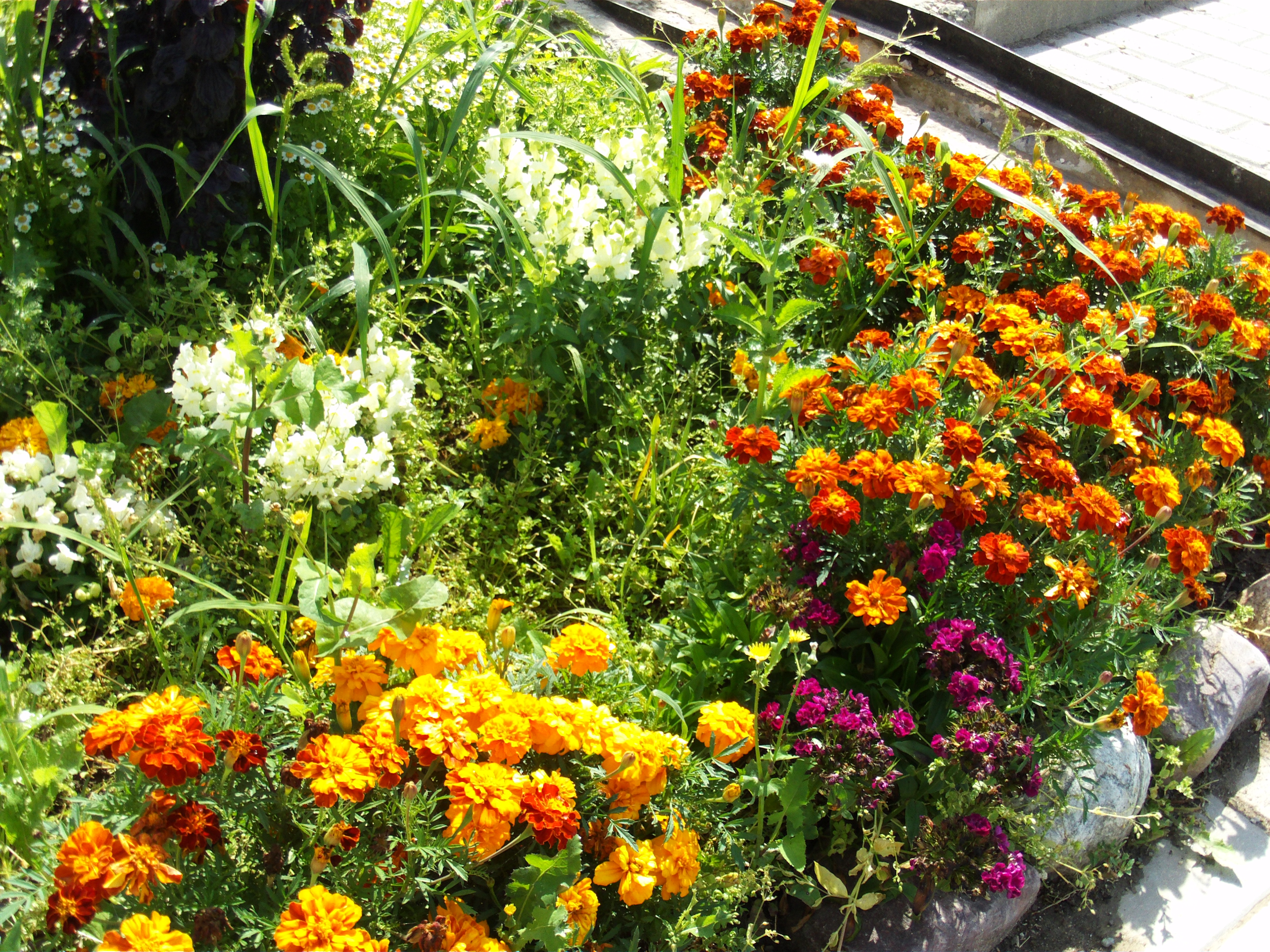
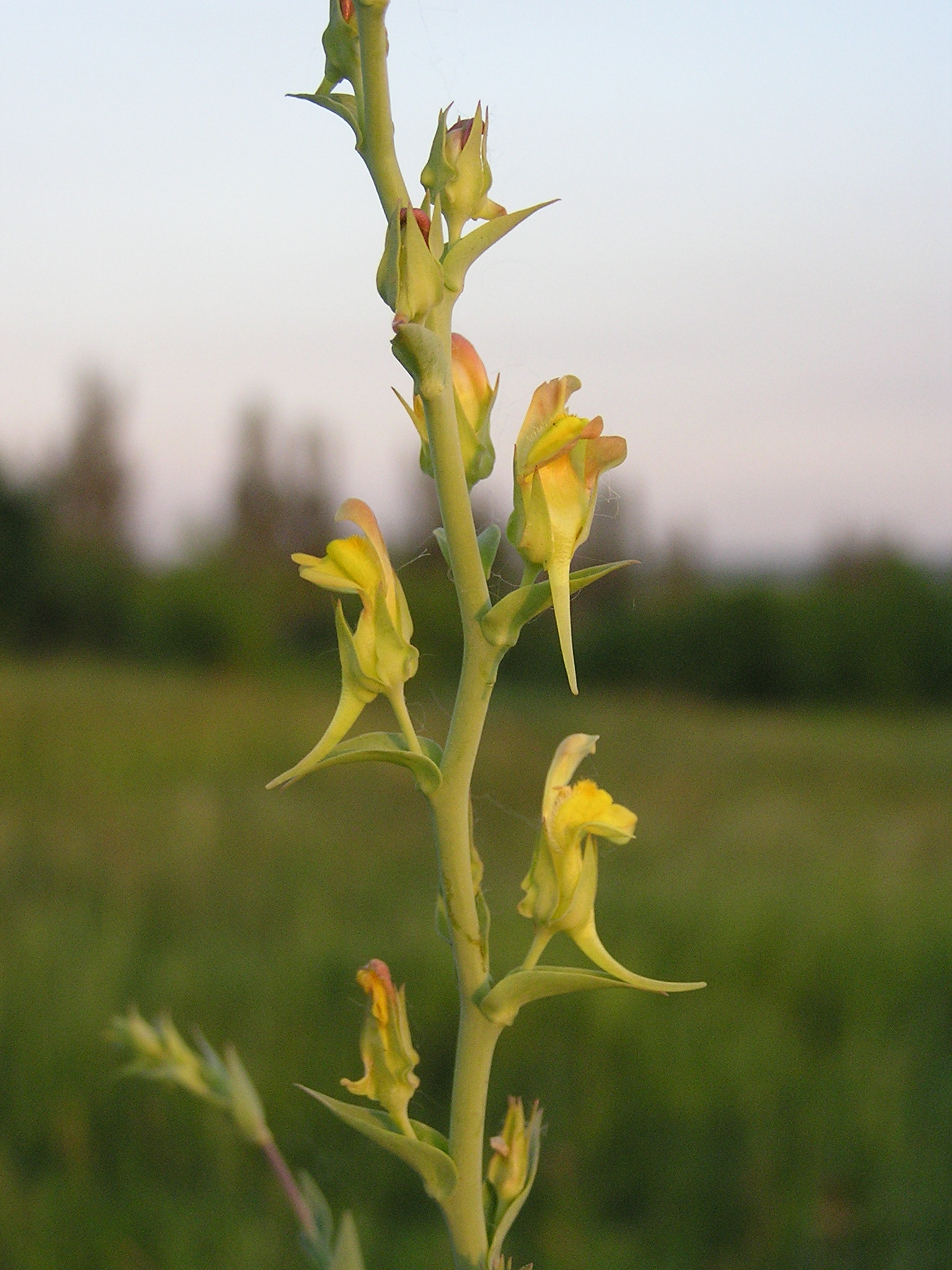
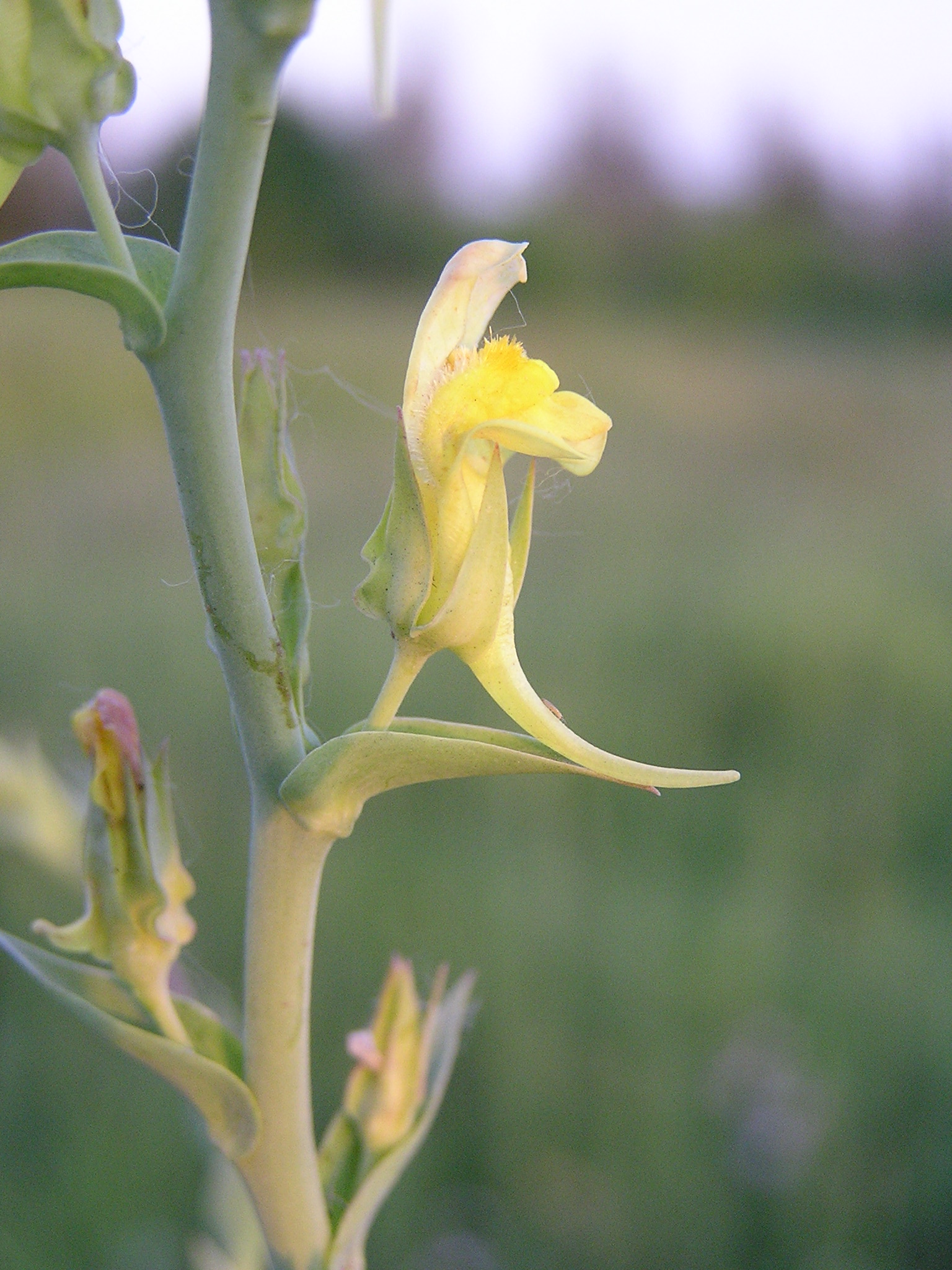
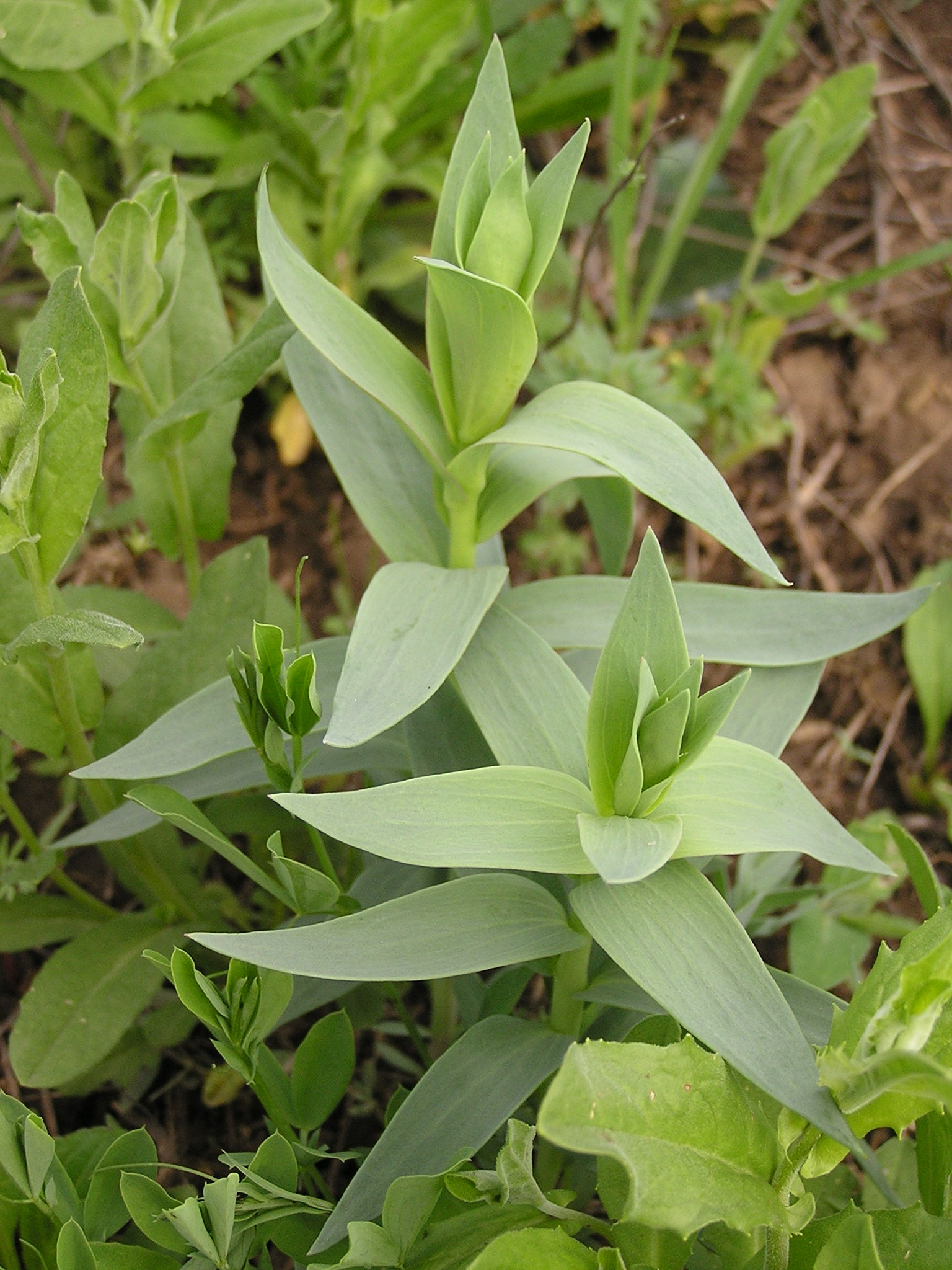

## Dottertaxa till sporrar, i alfabetisk ordning[1]
- Linaria accitensis
- Linaria aeruginea
- Linaria alaica
- Linaria albifrons
- Linaria algarviana
- Linaria alpina
- Linaria altaica
- Linaria amethystea
- Linaria amoi
- Linaria angustissima
- Linaria antilibanotica
- Linaria arabiniana
- Linaria arcusangeli
- Linaria arenaria
- Linaria armeniaca
- Linaria arvensis
- Linaria atlantica
- Linaria azerbaijanensis
- Linaria badachschanica
- Linaria badalii
- Linaria baligaliensis
- Linaria bamianica
- Linaria biebersteinii
- Linaria bipartita
- Linaria bipunctata
- Linaria bordiana
- Linaria boushehrensis
- Linaria brachyceras
- Linaria brachyphylla
- Linaria bubanii
- Linaria bungei
- Linaria buriatica
- Linaria caesia
- Linaria capraria
- Linaria cavanillesii
- Linaria chalepensis
- Linaria clementei
- Linaria confertiflora
- Linaria corifolia
- Linaria cornubiensis
- Linaria cossonii
- Linaria coutinhoi
- Linaria cretacea
- Linaria creticola
- Linaria dalmatica
- Linaria damascena
- Linaria debilis
- Linaria decipiens
- Linaria demawendica
- Linaria depauperata
- Linaria diffusa
- Linaria dissita
- Linaria dominii
- Linaria dumanii
- Linaria elegans
- Linaria elymaitica
- Linaria fallax
- Linaria farsensis
- Linaria fastigiata
- Linaria faucicola
- Linaria ficalhoana
- Linaria filicaulis
- Linaria flava
- Linaria genistifolia
- Linaria gharbensis
- Linaria glacialis
- Linaria glauca
- Linaria golestanensis
- Linaria grandiflora
- Linaria griffithsii
- Linaria grjunerae
- Linaria guilanensis
- Linaria haelava
- Linaria hellenica
- Linaria hepatica
- Linaria hirta
- Linaria hohenackeri
- Linaria huteri
- Linaria hybrida
- Linaria iconia
- Linaria ikonnikovii
- Linaria imzica
- Linaria incarnata
- Linaria incompleta
- Linaria intricata
- Linaria iranica
- Linaria japonica
- Linaria jaxartica
- Linaria joppensis
- Linaria karajensis
- Linaria kavirensis
- Linaria khalkhalensis
- Linaria khorasanensis
- Linaria kokanica
- Linaria kulabensis
- Linaria kurdica
- Linaria latifolia
- Linaria laxiflora
- Linaria leptoceras
- Linaria lineolata
- Linaria loeselii
- Linaria longicalcarata
- Linaria macrophylla
- Linaria macroura
- Linaria maroccana
- Linaria mathezii
- Linaria mazandaranensis
- Linaria melampyroides
- Linaria meyeri
- Linaria michauxii
- Linaria micrantha
- Linaria microsepala
- Linaria multicaulis
- Linaria munbyana
- Linaria musilii
- Linaria nachitschevanica
- Linaria navarroi
- Linaria nigricans
- Linaria nivea
- Linaria nurensis
- Linaria oblongifolia
- Linaria odora (strandsporre)
- Linaria oligantha
- Linaria oligotricha
- Linaria pamirica
- Linaria paradoxa
- Linaria parviracemosa
- Linaria pedicellata
- Linaria pedunculata
- Linaria pelisseriana
- Linaria peloponnesiaca
- Linaria peltieri
- Linaria pinifolia
- Linaria platycalyx
- Linaria polychroa
- Linaria polygalifolia
- Linaria popovii
- Linaria propinqua
- Linaria pseudolaxiflora
- Linaria pseudoviscosa
- Linaria purpurea
- Linaria pyramidalis
- Linaria quasisessilis
- Linaria ramosa
- Linaria reflexa
- Linaria remotiflora
- Linaria repens
- Linaria ricardoi
- Linaria riffea
- Linaria rocheri
- Linaria rubioides
- Linaria sabulosa
- Linaria salzmannii
- Linaria satureioides
- Linaria saxatilis
- Linaria schelkownikowii
- Linaria schirvanica
- Linaria sepium
- Linaria sessilis
- Linaria shahroudensis
- Linaria simplex
- Linaria spartea
- Linaria striatella
- Linaria sulphurea
- Linaria supina
- Linaria tarhunensis
- Linaria tenuis
- Linaria thibetica
- Linaria thymifolia
- Linaria tingitana
- Linaria tonzigii
- Linaria transiliensis
- Linaria triornithophora
- Linaria triphylla
- Linaria tristis
- Linaria tuberculata
- Linaria turcica
- Linaria tursica
- Linaria unaiensis
- Linaria valdesiana
- Linaria warionis
- Linaria weilleri
- Linaria venosa
- Linaria ventricosa
- Linaria veratrifolia
- Linaria verticillata
- Linaria virgata
- Linaria viscosa
- Linaria volgensis
- Linaria vulgaris
- Linaria yunnanensis
- Linaria zaborskiana
- Linaria zaissanica
- Linaria zargariana

### Svenska arter
- Gulsporre (L. vulgaris)
- Strimsporre (L. repens)
- Ginstsporre (L. genistifolia)